# 露木徳幸
露木 徳幸（つゆき のりゆき、1989年 - ）は、日本の男性声優。鳥取県河原町出身。

## 略歴
龍谷大学社会学部地域福祉学科卒。アミューズメントメディア総合学院卒。以前はプロダクション・タンクに所属していた。

## 人物
特技・資格として、剣道（初段）、野球、水泳、マラソン、社会福祉士、ホームヘルパー（2級）、中型自動車免許（ペーパー）を挙げている。

## 出演

### テレビアニメ
2019年
- どろろ（側近）
- かつて神だった獣たちへ（北軍兵B）
- コップクラフト（チンピラB、防犯部長、記者、エンジニア）
- Re:ステージ! ドリームデイズ♪（男性ファン）
- Dr.STONE（ハガネ）
- Z/X Code reunion（青の世界の幹部）

2020年
- ドロヘドロ（店員、大家、町内会、ズース、収集屋 他）
- 恋とプロデューサー〜EVOL×LOVE〜（ハッカー）

2021年
- 東京リベンジャーズ（不良C、不良B）

2022年
- ありふれた職業で世界最強 2nd season（船員C）
- ハコヅメ〜交番女子の逆襲〜（刑事）
- チェンソーマン（父、子分D）

2023年
- とんでもスキルで異世界放浪メシ（ギルドマスター）
- 痛いのは嫌なので防御力に極振りしたいと思います。2（老人）
- 贄姫と獣の王（近衛兵、幻狼王家議員B）
- SHY（2023年 - 2024年、監督） - 2シリーズ
- オーバーテイク!（親族）
- 七つの大罪 黙示録の四騎士（2023年 - 2024年、盗賊、巨人族）
- ゾン100〜ゾンビになるまでにしたい100のこと〜（モブじいD）

2024年
- 魔法科高校の劣等生（人間主義者）
- 転生したらスライムだった件（兵士2）

### ゲーム
- 黒い砂漠（2017年)
- モンスターストライク（2018年 - 2023年、帝王鮭[3]、カマクライアン[4]、花果山猿、スノッリのエッダ[5]）
- BLUE PROTOCOL[6]（2023年）
- ファイナルファンタジーXVI（2023年）

### 吹き替え

#### 映画
- ある日どこかで（舞台監督[7]）※BSテレ東版
- アンノウン・ボディーズ
- グレイズ・アナトミー
- スペシャル・フォース
- マペットのホーンテッドマンション（ビューティフルデー・モンスター）
- マレフィセント2
- リトル・ドラマー・ガール（シュヴィリ）
- ルイの9番目の人生
- レディ・ボディガード
- 藁にもすがる獣たち（ジュンマン〈ペ・ソンウ〉[8]）

#### ドラマ
- イエローストーン（コルビー・メイフィールド）
- ザ・モーニングショー（ヤンコ〈ネスター・カーボネル〉）
- シー・ハルク:ザ・アトーニー
- ファーストレディ（アレン[9]）
- レイブンのウチはチョー大変!

#### アニメ
- ザ・シンプソンズ（ジョー・クインビー市長〈3代目〉、ティモシー・ラブジョイ牧師〈2代目〉、カング〈3代目〉、ファット・トニー〈2代目〉他）
- ミッキーマウス!

### ラジオ
- バス旅スト（TOKYO FM、番組内ラジオドラマ）

### 特撮
- 快盗戦隊ルパンレンジャーVS警察戦隊パトレンジャー

### テレビ番組
- 世界ナゼそこに?日本人

### 舞台
- よってらっしゃいみてらっしゃい（ヤマｰシュタ団長） - 演出：河本浩之・西原久美子
- 夢､遥かなる時代を越えて（学院長） - 演出：鈴木清信・小宮和枝
- 朗読劇「てがみ」（寺山修司） - 監修：さとうあい

### ボイスオーバー
- BS世界のドキュメンタリー
- ナチス・ドイツの巨大建造物
- ドキュランドへようこそ

### ナレーション
- 起業支援セミナーwebムービー
- Amazonオーディブル「営業 野村證券伝説の営業マンの「仮説思考」とノウハウのすべて」

### シリーズ一覧
1. ↑  第1期（2023年）、第2期『東京奪還編』（2024年）